# Moneta spinigeroides
Moneta spinigeroides is een spinnensoort in de taxonomische indeling van de kogelspinnen (Theridiidae).
Het dier behoort tot het geslacht Moneta. De wetenschappelijke naam van de soort werd voor het eerst geldig gepubliceerd in 1992 door Zhu & Da-xiang Song.